# نبال ثوابتة
نبال ثوابتة (بالإنجليزية: Nibal Thawabteh)‏، إعلامية وكاتبة فلسطينية ، ,مديرة مركز التطوير الإعلام في بجامعة بيرزيت منذ عام 2009. تراكمت لديها خبرة 18 عامًا في الخبرة المهنية الإدارية والتنظيمية والاتصالات في فلسطين. معروفة في فلسطين كواحدة من أفضل المدربات في مواضيع مختلفة في الصحافة والاعلام.
حاصلة على درجة الماجستير في الإدارة والتعليم، ولديها خبرة مهنية واسعة لأكثر من 15 عامًا في التدريب الإعلامي وبناء القدرات في فلسطين والدول العربية الأخرى في مواضيع إعلامية مختلفة بما في ذلك إدارة وسائل الإعلام، 15 عامًا من الخبرة المهنية في الإنتاج الإعلامي في فلسطين والمعرفة على مستوى الخبرة في التحرير والبحث الإعلامي. وبصفتها رئيسة تحرير صحيفة الحال، وموقعها كرئيسة مجلس إدارة وكالة معا الفلسطينية للأنباء لمدة ست سنوات، فقد اكتسبت معرفة متعمقة بوسائل الإعلام الإسلامية الفلسطينية والعربية. حصلت نبال في عام 2008 على جائزة المرأة الدولية الشجاعة من وزارة الخارجية الأمريكية ، ولديها عدد من المنشورات ذات الصلة بوسائل الإعلام بما في ذلك دليل وسائل الإعلام والانتخابات والمرأة ودراسة حرية التعبير والرأي في فلسطين، ومقالات أخرى باللغتين العربية والإنجليزية. أنتجت أيضا سلسلة من الأفلام الوثائقية التي تم بثها في القنوات الفضائية العربية، وكتبت سيناريوهات لمسلسلات تلفزيونية. عملت كمستشارة للمنظمات المحلية والدولية مثل الاتحاد الأوروبي واليونسكو، والمجلس الثقافي البريطاني واتحاد الصحف العالمي والمؤسسة الدولية لدعم الاعلام والبنك الدولي واللجنة الأوروبية وهي عضو مجلس إدارة لعدة مؤسسات. بالإضافة إلى خبرتها في الإعلام والتدريب، نفذت السيدة ثوابته دراسات تقييم للعديد من المشاريع الإعلامية والعديد من الاستراتيجيات الإعلامية.